# Violeta Desmond
Violeta Desmond (Buenos Aires, Argentina, 1906 - ibídem, 4 de enero de 1983) fue una actriz, vedette, corista y cancionista argentina.

## Carrera
Violeta Desmond fue una cantante de tangos que, con su hermana Lidia Desmond integró un dúo famoso en las décadas del '30 y '40 conocido como Las Hermanas Desmond, de celebrada actuación en los mejores programas de espectáculos de la época, con Juan Canaro (donde cantaron el vals Amor es amar en 1934) y con Pedro Maffia.
Mientras que su hermana menor Lidia cantaba exclusivamente tangos, Violeta, cuyo registro vocal era más alto, se especializaba en canciones sentimentales. Ambas eran soubrettes, es decir que tenían un tipo de voz similar a la soprano ligera, con menor facilidad en el registro agudo. Fueron una de los primeros dúos de tangos conformados por hermanas junto con  Nelly Omar y Gory Omar, Margot Mores y Myrna Mores, Ethel Torres y Meggi Torres, entre otros.
Junto a la orquesta de Julio de Caro interpretaron el bello tema Pienso en ti (1936) en Odeón. Trabajó en el Gran Teatro Opera  en  La evolución del tango de 1870 a 1936, un espectáculo sensacional, con la intervención de Héctor Palacios, Hugo del Carril, el pianista Pedro Lauga, la soprano Mary Capdevila, entre otros.
En 1931 hizo su presentación artística en las tablas, actuando en los teatros Maipo, Porteño y Sarmiento como "Segunda triple". Intervinieron junto a Manuel Romero, Alberto Soifer, Elvino Vardaro, Juan Carlos Thorry, Rudy Ayala  y Gloria Guzmán. Luego la atrajo el canto, ingresando a los elencos de distintas emisoras radiales como Radio Municipal, Radio Argentina, Radio Prieto, Radio Belgrano y Radio Stentor.
En 1935 hicieron un trío vocal con su otra hermana Indiana Desmond. Brillaron junto a Julio De Caro cantando el tango como Pienso en ti (1936) en Odeón.
Violeta Desmond murió el martes 4 de enero de 1983 por causas naturales a los 77 años de edad.

## Teatro
- Juventud, divino tesoro (1928), revista del Teatro Maipo de Ivo Pelay, Luis César Amadori y Humberto Cairo, junto con Pierre Clarel, Azucena Maizani, Ángela Cuenca, Perla Greco, Carmen Olmedo, Victoria Cuenca y L. Desmond.[4]
- Musical estrenado por Juan Canaro (1935), evocado por la "Compañía Porteña de Espectáculos Musicales".
- La hermana Josefina (1939) ,comedia en tres actos, el primero dividido en dos cuadros, junto con Juan Arrieta, Cayetano Biondo, Luis Fagioli, Tito Alberdi y Carlos Bettoldi.

## Filmografía
- 1936: Radio Bar, junto a su hermana Lidia, Gloria Guzmán, Olinda Bozán, Alicia Barrié, Alberto Vila, Marcos Caplán, Sussy Derqui, José Ramírez, Benita Puértolas, Héctor Quintanilla, Carlos Enríquez y Juan Mangiante.[5]